# 12 corazones
12 corazones Inc. para Telemundo. basado en el formato de programa de televisión argentino homónimo. El programa está filmado en Los Ángeles, Estados Unidos y gira en torno a los doce signos del zodíaco que identifican a cada concursante. El programa es conducido por Penélope Menchaca y cuenta con los consejos del coanfitrión Maximiliano Palacio, un ex futbolista argentino convertido en actor, y Edward'O, un astrólogo nicaragüense; aparecen a menudo alternativamente en algunos episodios y simultáneamente en otros, la lógica del juego es ayudar a las personas que quieran encontrar su media naranja poniéndolas a hacer varios retos, conocerse un poco más y ver cuántas parejas se pueden formar. 
En agosto de 2009, Telemundo agregó subtítulos en inglés como subtítulos en CC3, transmitiéndose en Universo en ese formato.

## Similares
La primera edición de 12 corazones fue hecha en Argentina. Salió al aire el 13 de septiembre de 2003 por Canal Trece a las 15:00 (UTC -3) conducido por la actriz Claribel Medina (puertorriqueña radicada en Argentina desde 1990). La versión venezolana del programa fue transmitida por Venevisión desde 10 de junio de 2004 hasta febrero de 2005 y era conducido por el presentador Alex Goncalves que fue transmitido los jueves a las 20:00, luego los miércoles a las misma hora y finalmente los domingos a las 23:00. La nueva versión venezolana se transmitió por Televen a las 19:00, era conducida por Caterina Valentino y se hacía llamar ¿Hay Corazón?. Fue suspendida por orden de la Comisión Nacional de Telecomunicaciones.

## Formato del programa
El programa se compone de doce concursantes divididos en dos grupos (generalmente cuatro hombres y ocho mujeres, pero a veces viceversa). Cada uno de los concursantes se identifica y se refiere por su signo, entre los segmentos, Edward'O ofrece asesoramiento a los concursantes de acuerdo con sus respectivos signos del zodiaco. De vez en cuando también ofrece asesoramiento a los populares músicos de América Latina y los actores cuando aparecen en el programa. Poco después, fue Maximiliano Palacios 
quien sustituyó a Edward'O como el asesor de los participantes.

### Primera sesión
Después de su introducción, los hombres interactúan en un juego maqueta, o se les pide llevar a cabo una maniobra, por lo general (cantar una canción, recitar un poema ridículo, etc.) Luego, el anfitrión comienza una mesa redonda de discusión sobre un determinado tema. Una vez terminado el tema deben eliminar a uno de los cuatro concursantes.

### Segunda sesión
Poco después de la eliminación, el anfitrión elige a un concursante de cada grupo para interactuar de manera más estrecha, por ejemplo, bailar, besar, etc., para decidir qué tipo de interacción se llevará a cabo, el anfitrión utiliza algún tipo de juegos como la ruleta de "besos", o dos dados especiales. Esto es seguido por una segunda mesa redonda de discusión. Luego, cada uno de los concursantes masculinos elimina a una concursante femenina del otro grupo (O Viceversa). Esto deja solo tres concursantes en el grupo masculino y cinco en el femenino.

### Segmento final
Para el segmento final, el anfitrión va escogiendo participantes para escoger su corazón entre los participantes masculinos. El concursante elegido a continuación, tiene la opción de aceptar o rechazar.

### Ganador
Anteriormente Cuando las parejas se eligen (normalmente de 1, 2, 3 parejas), el público llega a la votación y escogen la pareja que más le gusto. Después de eso, la anfitriona Penélope Menchaca, a continuación, llama al ganador por el color que está sentado y que el color es la pareja favorita de la audiencia. Cuando el ganador es elegido se besan de nuevo en frente de la etapa que concluye el programa.

## Emisión internacional
| País                 | Canal                         | Nota |
| -------------------- | ----------------------------- | --- |
| El Salvador          | Canal 6                       | Era emitido de lunes a viernes a las 5:00 p.m. (2008-2017) |
| El Salvador          | TCS+                          | Es emitido de lunes a viernes a las 4:00 p.m y a las 2:00 a.m. (desde 2017) |
| Paraguay             | Latele                        | Era emitido de lunes a viernes a las 21:00 Era emitido de lunes a viernes a las 20:30 |
| Honduras             | Telecadena 7 y 4              | |
| Honduras             | Canal 5                       | En marzo de 2019 se emite de lunes a viernes a las 4:00 p. m. |
| Venezuela            | Venevisión Plus               | Se estrenó en diciembre de 2011, ocupando el horario del mediodía los lunes a viernes. |
| Ecuador              | Oromar Televisión             | Se estrenó en septiembre de 2011, ocupando el horario de la noche los lunes a viernes. |
| República Dominicana | Antena Latina                 | Lunes a viernes a las 12:00 a.m. (2012-2013) |
| Panamá               | Televisora Nacional de Panamá | Lunes a viernes a las 4:00 a.m. |
| Puerto Rico          | Telemundo PR                  | Lunes a viernes a las 3:00 p.m. |
| Serbia               | Happy TV                      | Viernes a las 11:00 p. m. con el nombre "12 srca". Se estrenó en 3 de mayo de 2013. |
| México               | Las Estrellas                 | La versión de Univision se emitió: de lunes a viernes a las 13:00 de 2004-2006. La de Telemundo se emite de lunes-viernes a las 13:30 se estrenó a partir del lunes 24 de agosto del 2015. |
| México               | Gala TV                       | Se emitió la versión de Telemundo de 2010-2012 de lunes a viernes a las 5:00pm. La versión de Telemundo, inició el 18 de abril de 2016 por Gala TV a las 06:00 p. m..                      |

## Adaptaciones del formato
- 12 corazones, fue la primera versión producida por Canal 13 conducido por la actriz Claribel Medina, y más tarde también fue conducido por la actriz argentina Andrea Politti.
- 12 corazones, fue la versión venezolana producida por Venevisión Conducida por Alex Goncalves y posteriormente por Televen bajo el nombre de ¿Hay Corazón? Conducido por Caterina Valentino.
- 12 corazones,  la primera versión fue producida por Univision entre 2004-2008 posteriormente el formato fue adquirido por Telemundo quien lo produce desde 2010 hasta la actualidad, ambas versiones conducidas por Penélope Menchaca.
- 12 corazones y 12 corazones rumbo al altar, fueron dos versiones producidas por la cadena mexicana Televisa emitidas en 2008 y 2009, ambas conducidas por Penélope Menchaca.
- 12 corazones, fue el nombre de la adaptación peruana producida por América Televisión en el 2014, fue conducido por Tatiana Astengo.